# Anton Bernolák
Anton Bernolák, né le 3 octobre 1762 à Slanica et mort le 15 janvier 1813 à Nové Zámky, est le premier à avoir fixé des règles de standardisation de la langue slovaque écrite (dans les années 1780), basé sur les dialectes occidentaux de la Slovaquie. Il fut l'un des promoteurs de la culture slovaque.
Il était représenté sur les billets slovaques de 200 couronnes. 

## Biographie
Né d'une famille de la petite noblesse établie dans la région d'Orava (Árva), il fit ses études au lycée de Ružomberok (Rózsahegy, 1772-1776), avant d'étudier à Trnava (Nagyszombat), puis à Vienne. Il fit ensuite des études de théologie au grand séminaire de Presbourg (Pozsony, actuelle Bratislava, 1787). La même année, il jeta les bases d'une langue slovaque de synthèse, en s'appuyant sur les dialectes de Slovaquie occidentale parlés dans la région de Trnava, auxquels il combina des éléments empruntés aux dialectes du centre. Cette langue, baptisée bernolákovčina, ne fut pas acceptée comme langue nationale bien qu'elle représentât un pas en avant vers la constitution d'une nation slovaque moderne. En 1787-1791, il officia comme prêtre à Čeklís (Cseklész, actuelle Bernolákovo) ;  en 1791-1797 il travailla comme secrétaire du représentant de l'archevêque de Trnava et de 1797 à sa mort en 1813, il fut prêtre à Nové Zámky.
La langue qu'il avait développée servit de base aux activités du mouvement Slovenské učené tovarišstvo (Fraternité des lettrés slovaques) fondée en 1792 à Trnava et au mouvement des fidèles de Bernolák qui poursuivit ses activités sur trois générations.